# Palais du Congo
Le Palais du Congo est un immeuble à appartements de style Art déco conçu par l'architecte et promoteur immobilier Jean-Florian Collin et situé sur le territoire de la commune bruxelloise d'Ixelles en Belgique.
Avec le Palais de la Folle Chanson et la Résidence Ernestine, le Palais du Congo compte parmi les immeubles d'angle les plus intéressants des années 1930 à Bruxelles.

## Localisation
L'immeuble à appartements Palais du Congo se dresse face au rond-point de l'Étoile, à l'angle de l'avenue du Congo et de l'avenue des Courses, à Ixelles, et plus précisément aux numéros 2 et 4 de l'avenue du Congo,.
Ce célèbre rond-point bruxellois regroupe cinq immeubles à appartements remarquables : le Palais de la Cambre de l'architecte Camille Damman (1925-1930), le Palais de la Folle Chanson de l'architecte Antoine Courtens (1928), le Palais du Congo de l'architecte et promoteur immobilier Jean-Florian Collin (1930), la Résidence Ernestine du même Collin (1936) et la Résidence de la Cambre édifiée par Marcel Peeters en 1938-1939 juste à côté du Palais de la Folle Chanson, au début du boulevard Général Jacques,,,.

Rond-point de l'Étoile
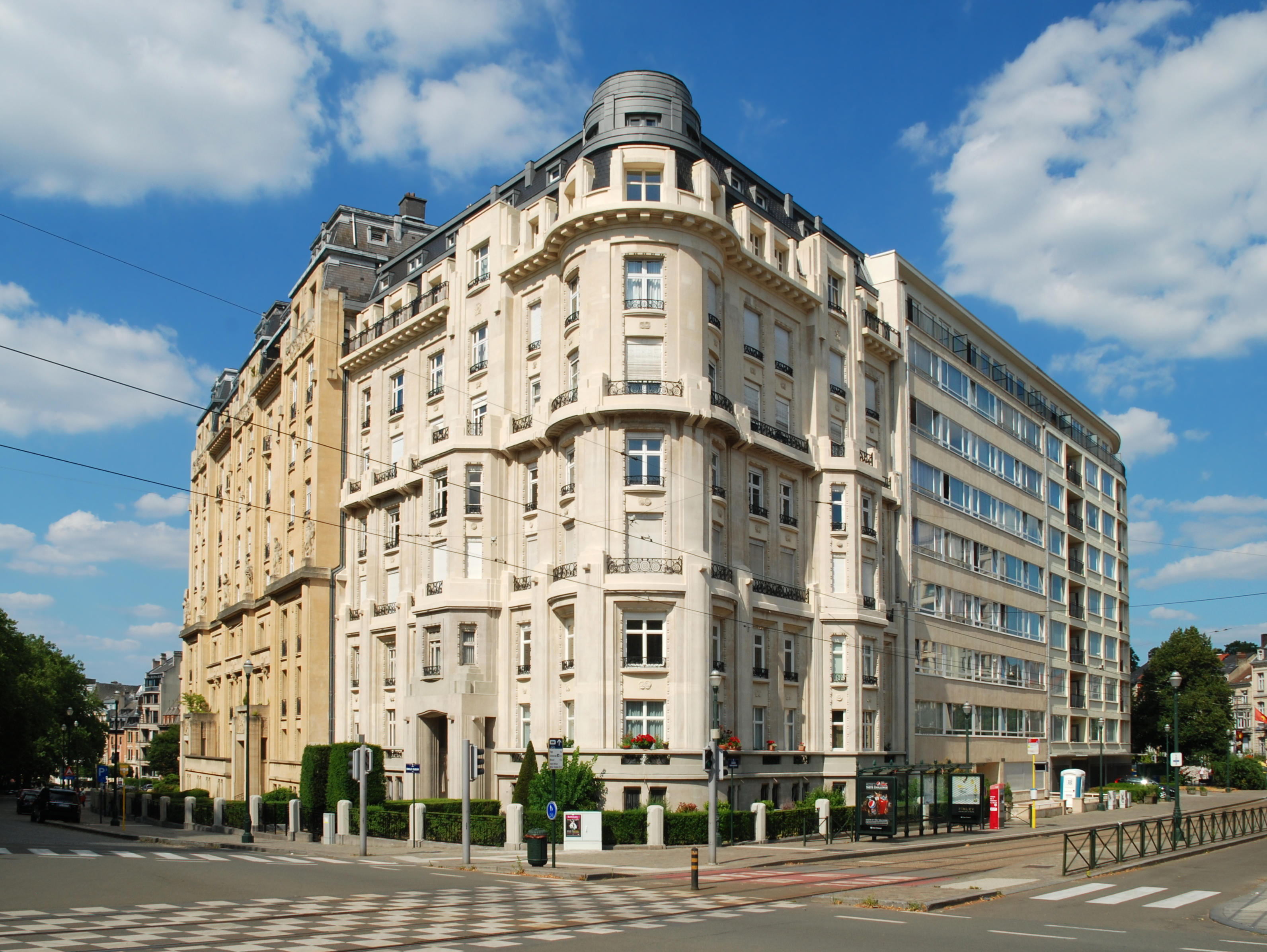
Palais de la Cambre.
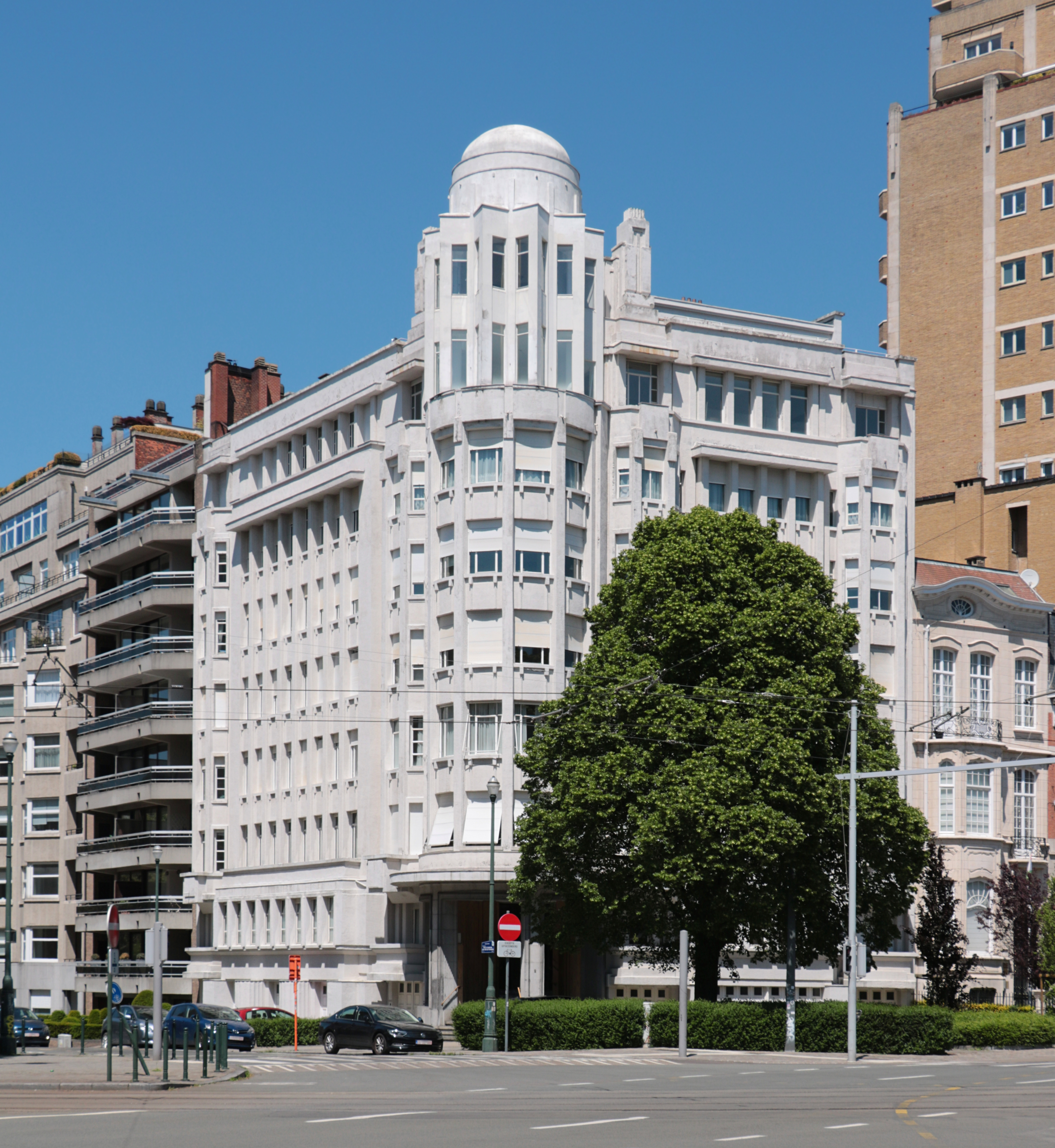
Palais de la Folle Chanson.
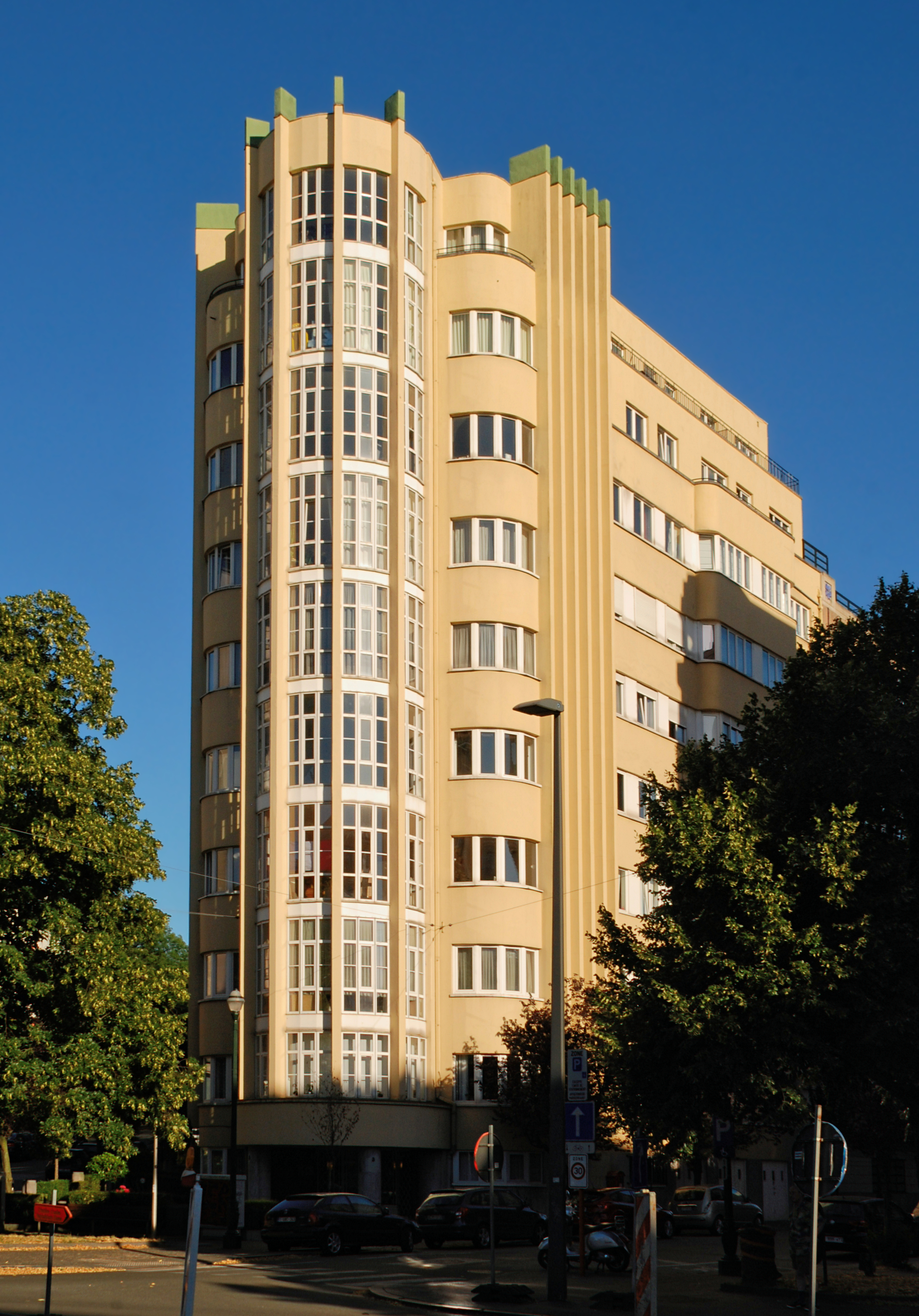
Résidence Ernestine.
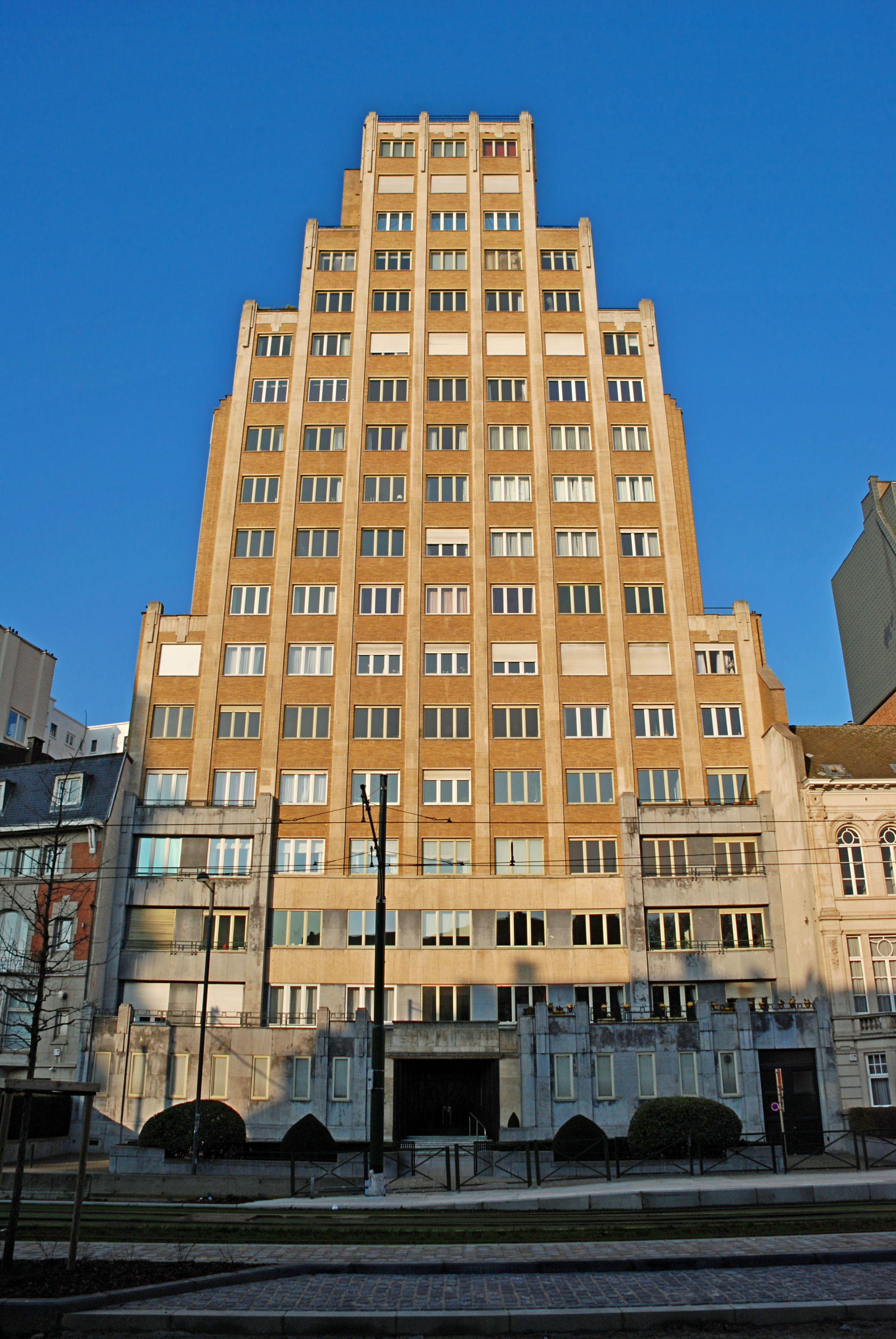
Résidence de la Cambre.

## Historique

### Rond-point de l'Étoile
Le rond-point de l'Étoile est un carrefour où se rencontrent sept artères : le boulevard Général Jacques au nord, l'avenue du Congo au sud, le boulevard de la Cambre et l'avenue de la Folle Chanson à l'ouest, et les avenues Maurice, Ernestine et des Courses à l'est.
En 1876, le conseil communal d'Ixelles décide de créer un carrefour sur un terrain appartenant à la famille Coché : le rond-point est d'abord nommé la Petite Suisse.
Le boulevard de La Cambre est tracé vers 1872, l'avenue du Congo est ouverte en 1887 et les avenues Maurice, Ernestine et des Courses en 1891. Enfin, l'avenue de la Folle Chanson est la dernière artère ouverte : elle est percée dans le cadre de l'Exposition universelle de Bruxelles de 1910.

### Immeubles à appartements
« La construction d'immeubles à appartements a connu un développement important au lendemain de la Grande Guerre. Ainsi, une loi promulguée le 8 juillet 1924 rend légal le principe de copropriété. Les classes plus aisées de la société bruxelloise saisissent ce principe pour acquérir de grands appartements plutôt que des maisons particulières. Différentes importantes sociétés de construction saisissent l'occasion pour promouvoir ce type de logements. Trois sociétés sortent particulièrement du lot : la Société Belge Immobilière (SBI), la Société Études et Réalisations immobilières (ETRIMO) et la Compagnie Générale d'Entreprise Immobilière (COGENI). Enfin, ces appartements comprennent sur un niveau toutes les commodités présentes dans les hôtels de maître : cuisines équipées, salles de bains, chauffage central, etc. ».

### Jean-Florian Collin, le Palais du Congo et la Résidence Ernestine
L'architecte et promoteur immobilier Jean-Florian Collin est actif dès 1930 dans le domaine des immeubles à appartements, avec la construction du Palais du Congo en style Art déco,.
En 1935, il fondera « sa célèbre société de promotion Etrimo »,, « la société d'Etudes et de Réalisations Immobilières en Faveur des Classes moyennes » : « Elle s'impose rapidement par sa maîtrise des techniques de chantier et son attention à toutes les facettes du confort domestique moderne. Exploitant un nombre restreint de motifs (éperons verticaux à couronnements métalliques, rotondes d'angle, grandes fenêtres en bandeau) habilement adaptés aux particularités de chaque site, Collin réalise quelques-unes des façades les plus significatives de son époque ».
C'est avec Etrimo que Collin édifiera en 1936 la Résidence Ernestine en style moderniste.
Après la guerre, Jean-Florian Collin construira avec Etrimo un grand nombre d'immeubles à appartements de style fonctionnaliste avec comme objectif « de donner à la classe moyenne la possibilité d'acquérir un bien immobilier neuf et confortable, construit dans un espace vert, tout en remboursant l'équivalent d'un loyer normal tous les mois ». En 1969, la société Etrimo est placée sous concordat judiciaire.

## Statut patrimonial
L'édifice ne fait pas l'objet d'un classement au titre des monuments historiques mais il figure à l'Inventaire du patrimoine architectural de la Région de Bruxelles-Capitale sous la référence 21509.

## Architecture
Le Palais du Congo est un immeuble à appartements de neuf étages de style Art déco qui adopte la forme d'un angle aigu, comme son voisin la Résidence Ernestine édifiée juste en face par Collin six ans plus tard. Il présente des façades enduites comptant dix niveaux et peintes dans une teinte gris-rose,.
Sa silhouette est dominée par la rotonde semi-circulaire qui en marque l'angle dirigé vers le rond-point de l'Étoile et comporte neuf étages dont les deux derniers en léger retrait,.
Cette rotonde d'angle de cinq travées, est ornée aux angles de fins motifs sculptés de style Art déco qui courent sur six étages et sont continués au septième étage par des motifs géométriques saillants qui relèvent plutôt du modernisme et débordent sur le balcon du huitième étage. Les travées latérales du septième étage de la rotonde sont ornées chacune d'une discrète.
La rotonde d'angle relie entre elles les deux façades larges de respectivement neuf et huit travées disposées le long de l'avenue du Congo et de l'avenue des Courses. La verticalité de ces façades est accentuée par de hauts pilastres dont les bases sont ornées de motifs géométriques.
Les deux derniers niveaux de ces façades latérales sont en retrait, ménageant au huitième étage des terrasses ornées de balustrades en fer forgé.
Le rez-de-chaussée paré de pierre bleue est percé de garages de chaque côté,.
Vers l'avenue des Courses, l'angle que forme la façade latérale avec la façade arrière est marqué d'une seconde rotonde, très semblable à la première.

Palais du Congo
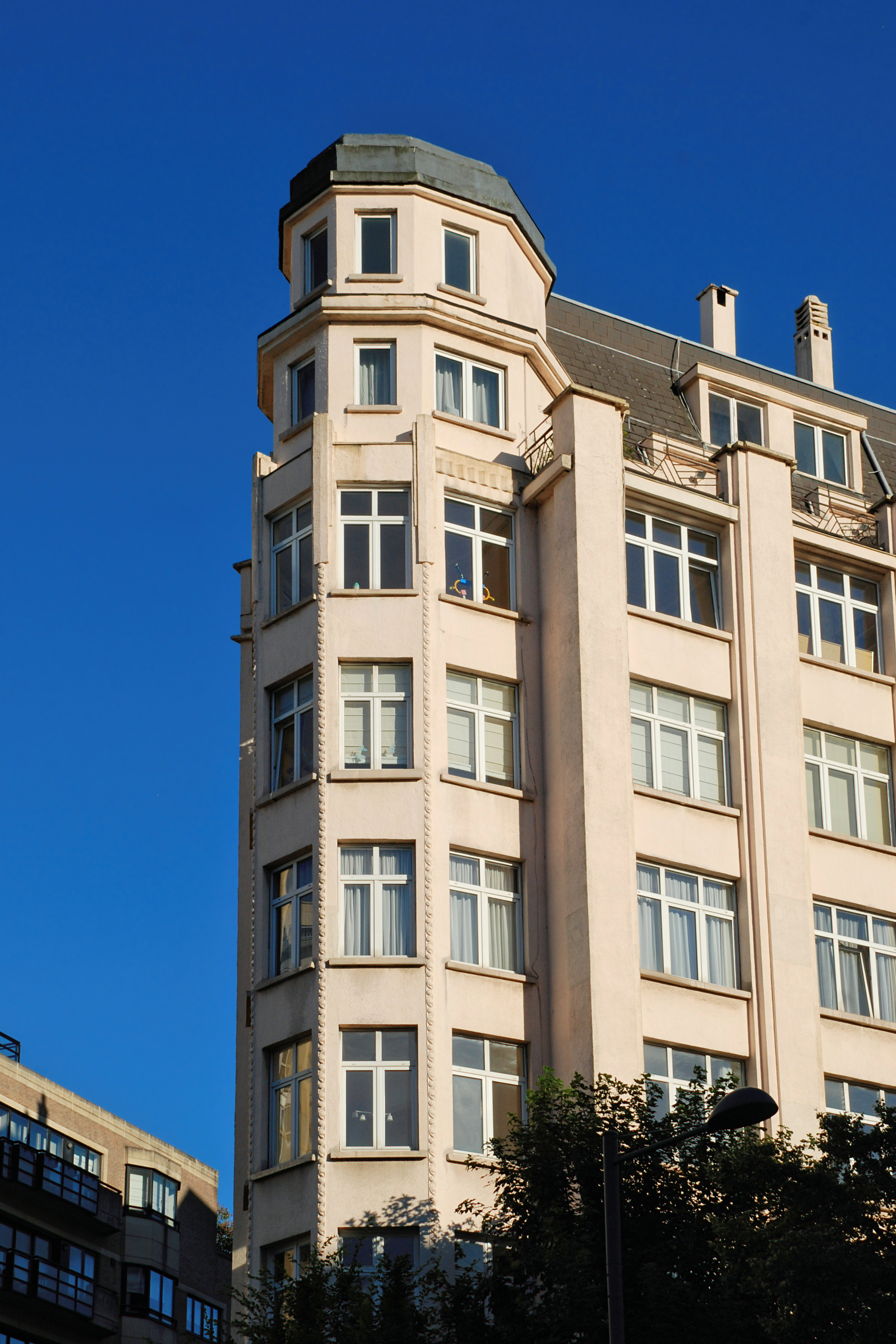
La rotonde d'angle.
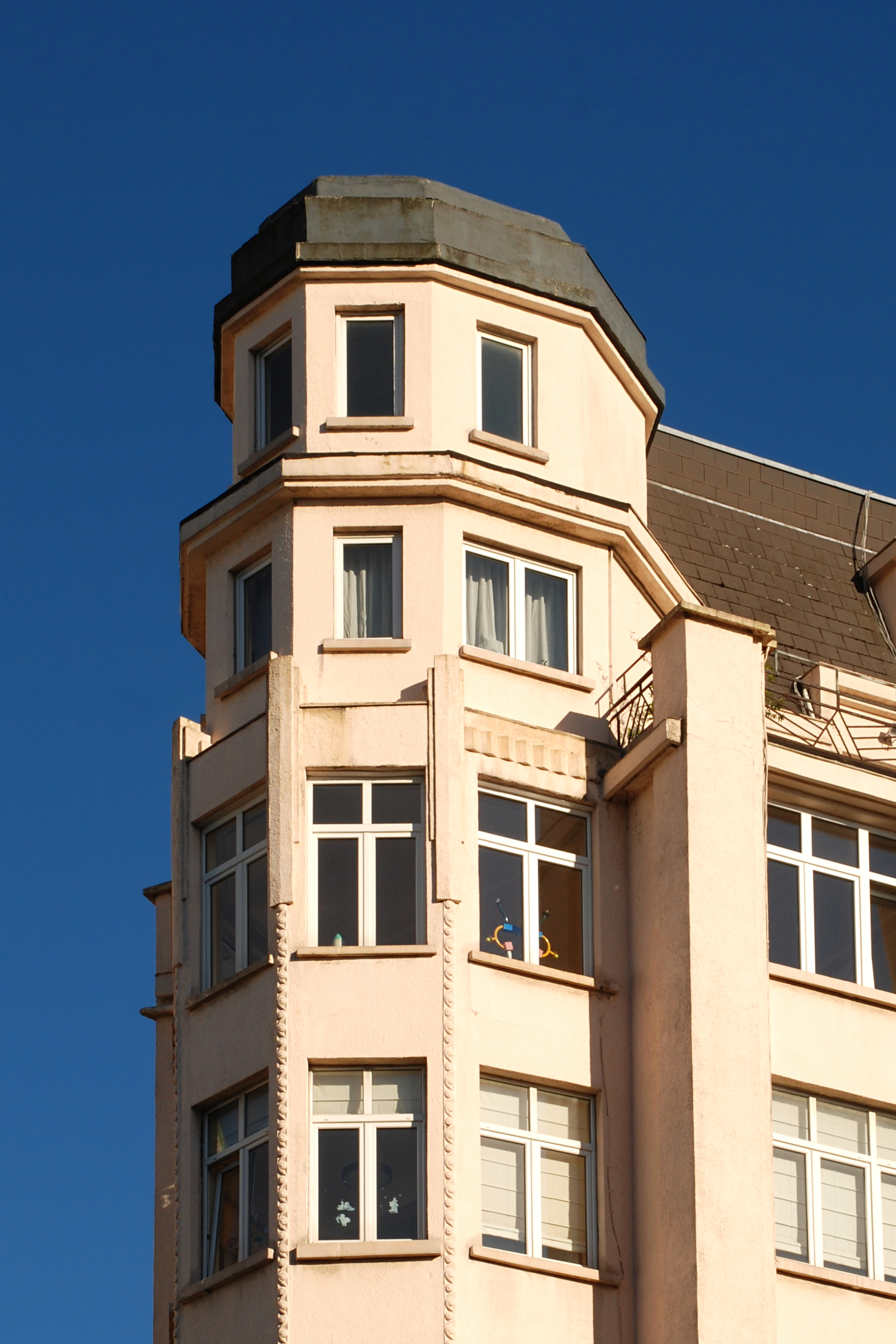
Les étages supérieurs de la rotonde.
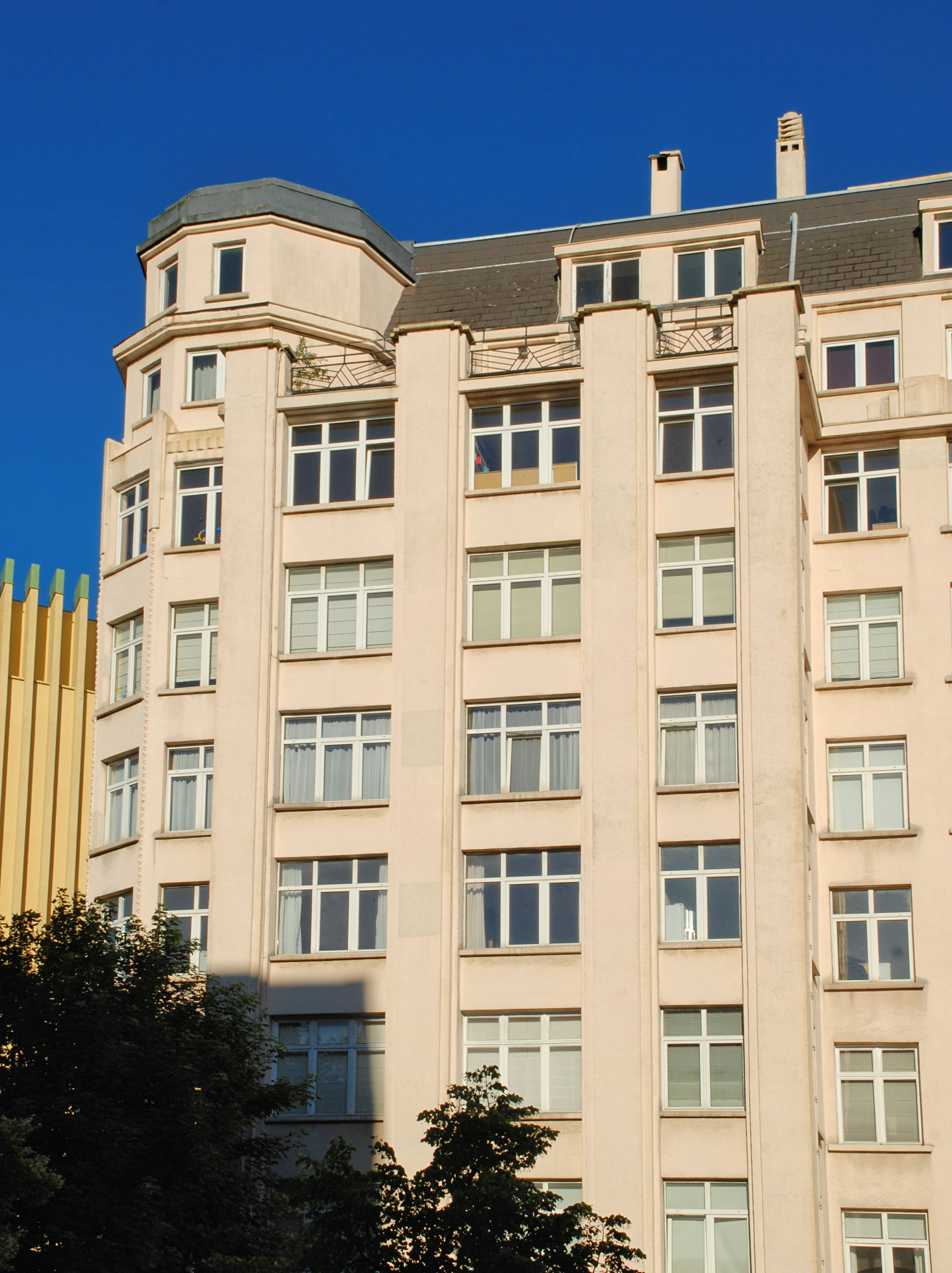
Façade de l'avenue du Congo.